# Сидоркин, Евгений Матвеевич
Евгений Матвеевич Сидоркин (7 мая 1930, село Лебяжье Кировской области, РСФСР, СССР — 30 сентября 1982, Алма-Ата, Казахская ССР, СССР) — советский художник-график, заслуженный деятель искусств Казахской ССР (1965), лауреат Государственной премии Казахской ССР им. Чокана Валиханова (1979), народный художник Казахской ССР (1981).

## Биография

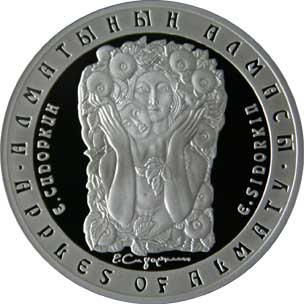
Реверс памятной монеты Нацбанка РК номиналом 500 тенге (2006) с произведением Сидоркина «Яблоки Алма-Аты».

Окончил Казанское художественное училище имени Н. И. Фешина, затем Академию художеств в Риге, Ленинградский художественный институт имени И. Репина (1957).
В Ленинграде учился с Гульфайрус Исмаиловой и вместе с ней уехал в Казахстан. С 1957 года работал в Алма-Ате. Среди работ Сидоркина в книжной графике наиболее известны иллюстрации к казахским народным сказкам «Весёлые обманщики» (1958), «Казахский эпос» (1959), за которые получил бронзовую медаль на международной выставке книги в Лейпциге в 1959 году.
В 1963 году Сидоркин создал большую серию станковых автолитографий «Казахские национальные игры», в 1964 году — серию «Читая Сакена Сейфуллина» (золотая медаль в Лейпциге-1965), в 1971—1979 годах — серию автолитографий «Аксакалы» и иллюстраций к роману М. О. Ауэзова «Путь Абая» (Государственная премия Казахской ССР имени Чокана Валиханова, 1979). Создал иллюстрации к роману М. Е. Салтыкова-Щедрина «История одного города» (1974—1978).
Сидоркин работал также в области монументально-декоративного искусства, где особенно выразились его склонности к монументально-обобщённой форме. Им была выполнена большая композиция многослойного цветного сграффито для фойе кинотеатра «Целинный» в Алма-Ате. Работа считалась утерянной, но в ходе очередного ремонта кинотеатра была найдена под слоем гипсокартона.
Работы Евгения Матвеевича Сидоркина выставлены в Третьяковской галерее, Музее изобразительных искусств им. Пушкина, Музее искусства народов Востока (Москва), в Русском музее (Санкт-Петербург), в национальных галереях Варшавы, Гаваны, Лейпцига, Багдада, Скопле и др.
Умер на заседании Союза художников Казахстана 30 сентября 1982 года.
Художник похоронен на кладбище на проспекте Рыскулова в Алма-Ате.

## Награды
- Государственная премия Казахской ССР им. Ч. Валиханова (1979)
- Бронзовая медаль международной выставке книги в Лейпциге в 1958 году за иллюстрации к казахскому эпосу[7]
- Золотая медаль международной выставке книги в Лейпциге в 1965 году за серию автолитографий «Читая Сакена Сейфуллина»[8],
- I премия и золотая медаль Международных биеннале графики в Кракове (Польша).
- Дипломы выставок в Венеции (Италия), Будапеште (Венгрия)[9]

## Семья
Супруга — Гульфайрус Исмаилова (1929—2013) — народный художник Казахской ССР, заслуженный деятель искусств Казахской ССР.
Сын — Сидоркин Вадим Евгеньевич (1959—2021) — художник-реалист.